# Coppa panamericana femminile di pallavolo 2013
La Coppa panamericana femminile di pallavolo 2013 si è svolta dal 10 al 16 giugno 2013 a Lima, Callao, Iquitos e Huacho, in Perù. Al torneo hanno partecipato 12 squadre nazionali nordamericane e sudamericane e la vittoria finale è andata per la terza volta, la seconda consecutiva, agli Stati Uniti.

## Impianti
|                                                                      |                                                                               |
|                                                                      |                                                                               |
| Coliseo Miguel Grau Città: Callao Capienza: - Anno d'apertura: -     | Coliseo Juan Pinasco Villanueva Città: Iquitos Capienza: - Anno d'apertura: - |
|                                                                      |                                                                               |
| Coliseo Fernando Suarez Città: Huacho Capienza: - Anno d'apertura: - | Coliseo Eduardo Dibós Città: Lima Capienza: 6.000 Anno d'apertura: 1994       |

## Regolamento
Le squadre sono state divise in tre gironi, disputando un girone all'italiana; in seguito le due prime miglior classificate hanno acceduto alle semifinali per il primo posto, la peggior prima e le seconde classificate hanno acceduto ai quarti di finale per il primo posto, le terze e la miglior quarta classificata hanno acceduto ai quarti di finale per il quinto posto e le due peggiori quarte classificate hanno acceduto alle semifinali per il nono posto. In seguito, le perdenti dei quarti di finale per il primo posto hanno acceduto alle semifinali per il quinto posto, mentre le perdenti dei quarti di finale per il quinto posto hanno acceduto alle semifinali per il nono posto.

## Gironi
| Girone A                                           | Girone B                    | Girone C                                 |
| -------------------------------------------------- | --------------------------- | ---------------------------------------- |
| Argentina Porto Rico Stati Uniti Trinidad e Tobago | Canada Costa Rica Cuba Perù | Brasile Colombia Messico Rep. Dominicana |

## Fase finale

### Finali 1º e 3º posto - Lima
|  | Quarti    | Quarti          |                 |           | Semifinali         | Semifinali         |  |  | Finale 1º/2º posto | Finale 1º/2º posto |
|  |           |                 |                 |           |                    |                    |  |  |                    |                    |
|  |           |                 |                 |           |                    |                    |  |  |                    |                    |
|  |           |                 |                 |           |                    |                    |  |  |                    |                    |
|  | -         | -               |                 |           |                    |                    |  |  |                    |                    |
|  | -         | -               |                 |           |                    |                    |  |  |                    |                    |
|  | -         | -               |                 |           |                    |                    |  |  |                    |                    |
|  | -         | -               | Stati Uniti     | 3         |                    |                    |  |  |                    |                    |
|  |           |                 | Stati Uniti     | 3         |                    |                    |  |  |                    |                    |
|  |           | Brasile         | 0               |           |                    |                    |  |  |                    |                    |
|  | Canada    | Brasile         | 0               | 2         |                    |                    |  |  |                    |                    |
|  | Canada    |                 |                 | 2         |                    |                    |  |  |                    |                    |
|  | Brasile   | 3               |                 |           |                    |                    |  |  |                    |                    |
|  | Brasile   | 3               | Stati Uniti     | 3         |                    |                    |  |  |                    |                    |
|  |           |                 | Stati Uniti     | 3         |                    |                    |  |  |                    |                    |
|  |           | Rep. Dominicana | 0               |           |                    |                    |  |  |                    |                    |
|  | -         | Rep. Dominicana | 0               | -         |                    |                    |  |  |                    |                    |
|  | -         |                 |                 | -         |                    |                    |  |  |                    |                    |
|  | -         | -               |                 |           |                    |                    |  |  |                    |                    |
|  | -         | -               | Rep. Dominicana | 3         | Finale 3º/4º posto | Finale 3º/4º posto |  |  |                    |                    |
|  |           |                 | Rep. Dominicana | 3         | Finale 3º/4º posto | Finale 3º/4º posto |  |  |                    |                    |
|  |           | Argentina       | 0               |           |                    |                    |  |  |                    |                    |
|  | Cuba      | Argentina       | 0               | 0         | Brasile            | 0                  |  |  |                    |                    |
|  | Cuba      |                 |                 | 0         | Brasile            | 0                  |  |  |                    |                    |
|  | Argentina | 3               |                 | Argentina | 3                  |                    |  |  |                    |                    |
|  | Argentina | 3               |                 |           | 3                  |                    |  |  |                    |                    |
|  |           |                 |                 |           |                    |                    |  |  |                    |                    |
|  |           |                 |                 |           |                    |                    |  |  |                    |                    |

### Finali 5º e 7º posto
|  | Quarti     | Quarti     |            |        | Semifinali         | Semifinali         |  |  | Finale 5º/6º posto | Finale 5º/6º posto |
|  |            |            |            |        |                    |                    |  |  |                    |                    |
|  | Lima       |            |            |        |                    |                    |  |  |                    |                    |
|  |            |            |            |        |                    |                    |  |  |                    |                    |
|  | Perù       | 3          |            |        |                    |                    |  |  |                    |                    |
|  | Perù       | 3          | Lima       |        |                    |                    |  |  |                    |                    |
|  | Messico    | 2          |            |        |                    |                    |  |  |                    |                    |
|  | Messico    | 2          | Perù       | 1      |                    |                    |  |  |                    |                    |
|  |            |            | Perù       | 1      |                    |                    |  |  |                    |                    |
|  |            | Cuba       | 3          |        |                    |                    |  |  |                    |                    |
|  | -          | Cuba       | 3          | -      |                    |                    |  |  |                    |                    |
|  | -          |            | Callao     | -      |                    |                    |  |  |                    |                    |
|  | -          | -          |            |        |                    |                    |  |  |                    |                    |
|  | -          | -          | Cuba       | 2      |                    |                    |  |  |                    |                    |
|  | Callao     |            | Cuba       | 2      |                    |                    |  |  |                    |                    |
|  |            | Porto Rico | 3          |        |                    |                    |  |  |                    |                    |
|  | Porto Rico | Porto Rico | 3          | 3      |                    |                    |  |  |                    |                    |
|  | Porto Rico | Callao     |            | 3      |                    |                    |  |  |                    |                    |
|  | Costa Rica | 0          |            |        |                    |                    |  |  |                    |                    |
|  | Costa Rica | 0          | Porto Rico | 3      | Finale 7º/8º posto | Finale 7º/8º posto |  |  |                    |                    |
|  |            |            | Porto Rico | 3      | Finale 7º/8º posto | Finale 7º/8º posto |  |  |                    |                    |
|  |            | Canada     | 1          |        |                    |                    |  |  |                    |                    |
|  | -          | Canada     | 1          | -      | Perù               | 0                  |  |  |                    |                    |
|  | -          |            |            | -      | Perù               | 0                  |  |  |                    |                    |
|  | -          | -          |            | Canada | 3                  |                    |  |  |                    |                    |
|  | -          | -          |            |        | 3                  |                    |  |  |                    |                    |
|  |            |            |            |        |                    |                    |  |  | Lima               |                    |
|  |            |            |            |        |                    |                    |  |  |                    |                    |

### Finali 9º e 10º posto - Callao
|  | Semifinali        | Semifinali        | Semifinali |          |                   | Finale 9º/10º posto  | Finale 9º/10º posto  | Finale 9º/10º posto  |  |
|  |                   |                   |            |          |                   |                      |                      |                      |  |
|  | Trinidad e Tobago | Trinidad e Tobago | 3          |          |                   |                      |                      |                      |  |
|  | Trinidad e Tobago | Trinidad e Tobago | 3          |          |                   |                      |                      |                      |  |
|  | Messico           | Messico           | 0          |          |                   |                      |                      |                      |  |
|  | Messico           | Messico           | 0          |          | Trinidad e Tobago | Trinidad e Tobago    | 1                    |                      |  |
|  |                   |                   |            |          | Trinidad e Tobago | Trinidad e Tobago    | 1                    |                      |  |
|  |                   |                   | Colombia   | Colombia | 3                 |                      |                      |                      |  |
|  | Colombia          | Colombia          | Colombia   | Colombia | 3                 | 3                    |                      |                      |  |
|  | Colombia          | Colombia          |            |          |                   | 3                    |                      |                      |  |
|  | Costa Rica        | Costa Rica        | 2          |          |                   | Finale 11º/12º posto | Finale 11º/12º posto | Finale 11º/12º posto |  |
|  | Costa Rica        | Costa Rica        | 2          |          |                   |                      |                      |                      |  |
|  |                   |                   |            |          |                   |                      |                      |                      |  |
|  |                   |                   |            |          |                   | Messico              | Messico              | 2                    |  |
|  |                   |                   |            |          |                   | Messico              | Messico              | 2                    |  |
|  |                   |                   |            |          |                   | Costa Rica           | Costa Rica           | 3                    |  |

## Classifica finale
| Pos     | Squadra           | Rosa |
| ------- | ----------------- | --- |
| Oro     | Stati Uniti       | Formazione: 1 Glass, 7 Lichtman, 8 Gibbemeyer, 11 Hodge, 12 Banwarth, 14 Fawcett, 16 Hill, 17 Paolini, 20 Hagglund, 22 Adams, 24 Richards, 25 Murphy, CT: Kiraly          |
| Argento | Rep. Dominicana   | Formazione: 1 Vargas, 4 Fersola, 7 Marte, 8 Arias, 9 Núñez, 11 Rodríguez, 12 Echenique, 14 Rivera, 16 Peña, 18 de la Cruz, 19 Binet, 20 Martínez, CT: Kwiek               |
| Bronzo  | Argentina         | Formazione: 1 Gaido, 2 Fernández, 3 Nizetich, 5 Fresco, 7 Aispurúa, 8 Acosta, 10 Sosa, 12 Rizzo, 13 Boscacci, 16 Busquets, 17 Curatola, 18 Castiglione, CT: Bastit        |
| 4       | Brasile           | Formazione: 1 Rios, 3 Claro, 5 Lima, 8 G. Guimarães, 9 Montibeller, 10 Gasparini, 11 Dullius, 12 Mohr, 13 Silva, 16 de Araújo, 17 da Silva, 18 D. Guimarães, CT: de Moura |
| 5       | Porto Rico        | Formazione: 1 Santana, 2 Venegas, 4 Victoriá, 6 Rosa, 10 Collazo, 11 K. Ocasio, 12 Nogueras, 14 Valentín, 17 S. Ocasio, 18 Morales, 21 Reyes, 24 Ruiz, CT: Olazagasti     |
| 6       | Cuba              | Formazione: 1 Vargas, 2 Marcillan, 3 Rojas, 4 Palacio, 6 Lescay, 8 Borrell, 10 Cleger, 12 Cruz, 13 Giel, 18 Matienzo, 19 Álvarez, 20 Rodríguez, CT: Gala                  |
| 7       | Canada            | Formazione: 1 Guimond, 3 Page, 6 Lundquist, 7 Murray-Méthot, 8 Thibeault, 9 Love, 10 Field, 14 Richey, 18 Marcelle, 19 Smith, 20 Barclay, 25 Charuk, CT: Ludwig           |
| 8       | Perù              | Formazione: 1 Aquino, 2 Uribe, 3 Herrada, 4 Soto, 5 Torres, 6 Muñoz, 7 Zamudio, 9 Camet, 10 La Rosa, 11 Yllescas, 15 Ortiz, 16 Acosta, CT: Hong                           |
| 9       | Colombia          | Formazione: 2 Ampudia, 4 Martínez, 5 Zuleta, 7 Acuña, 9 Estrada, 10 Arrechea, 11 Escobar, 12 Montaño, 13 Gómez, 15 Marín, 16 Rangel, 18 Charry, CT: Marasciulo            |
| 10      | Trinidad e Tobago | Formazione: 1 Kinsale, 3 Thompson, 4 Billingy, 5 Prescott, 6 Jack, 8 Ramdin, 10 Clifford, 12 Forde, 15 Blackman, 16 Esdelle, 17 Gloud, 18 Lindsay, CT: Cruz               |
| 11      | Costa Rica        | Formazione: 1 Ramírez, 3 Murillo, 5 Cope, 6 Á. Willis, 8 Chavez, 9 V. Willis, 10 Ramírez, 11 Vargas, 14 Fonseca, 15 Araya, 16 Hines, 18 Sibaja, CT: Bastit                |
| 12      | Messico           | Formazione: 2 Sainz, 3 Martínez, 6 Bricio, 7 Solís, 8 Isiordia, 9 Urías, 10 Zazueta, 11 Guitron, 12 Celedon, 15 Valle, 16 González, 17 Sanay, CT: Estanislau              |

|  | Qualificata al World Grand Prix 2014 |